# Otto Ammon (Landrat)
Otto Ammon (* 8. Dezember 1927 in Reuth (heute Forchheim); † 28. November 2013 ebenda) war ein deutscher Kommunalpolitiker (CSU).

## Werdegang
Ammon wurde 1954 zum Bürgermeister der Gemeinde Reuth gewählt. Zu diesem Zeitpunkt war er der jüngste Bürgermeister in Deutschland. 1964 folgte die Wahl zum Landrat des Landkreises Forchheim. Er blieb bis 1996 im Amt.
In der CSU war er Vorsitzender der Kommunalpolitischen Vereinigung (KPV) und in dieser Funktion Mitglied des Parteivorstands.

## Ehrungen
- 1978: Verdienstkreuz am Bande der Bundesrepublik Deutschland
- 1983: Verdienstkreuz 1. Klasse der Bundesrepublik Deutschland
- Bayerischer Verdienstorden
- 1997: Frankenwürfel (In der bei der Verleihung von Erich Haniel, dem Regierungspräsidenten von Oberfranken gehaltenen Laudatio finden sich Details zum Leben und Werk.[3])